# Chalkoutsa
Chalkoutsa (griechisch Χαλκούτσα) ist ein Stadtteil der Gemeinde und Stadt Mesa Gitonia im Bezirk Limassol auf Zypern.

## Geografie

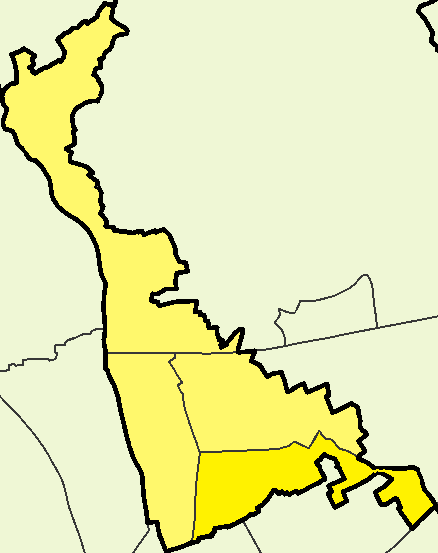
Lage in Mesa Gitonia

Chalkoutsa ist der östlichste Stadtteil von Mesa Gitonia und liegt größtenteils im Süden der Gemeinde. Im Süden grenzt es an die Stadt Limassol, im Osten an die Stadt Agios Athanasios, im Norden an den Stadtteil Timios Prodromos und im Westen an den Stadtteil Kontovathkia. Im Norden von Chalkoutsa verläuft die B6. Die E114 trennt Chalkoutsa im Westen von dem Stadtteil Kontovathkia.

## Bevölkerung
Bei der letzten Bevölkerungszählung im Jahr 2011 wurden 5.204 Einwohner in Chalkoutsa gezählt, und in Mesa Gitonia insgesamt 14.477.